# Gilbert Collard
Gilbert Georges Jean Camille René Collard és un escriptor francès, advocat i polític, Membre del Parlament europeu (MEP) des de 2019.
Compromès amb l'esquerra des dels anys 60, va ser cap de llista de centredreta a les eleccions municipals de 2001 i 2008 a Vichy (Allier). Durant la campanya presidencial de 2012, va presidir el comitè de suport de Marine Le Pen i es va convertir en secretari general del think tank d'extrema dreta Rassemblement Bleu Marine.
Fou membre del Reagrupament Nacional (RN) fins a 2022, quan va deixar el RN per a unir-se al projecte d'Éric Zemmour, la Reconquête.

## Publicacions
- 1981 : Le Psychiatre, le Juge et son Fou
- 1983 : En danger de justice
- 1989 : Jobic, le prétexte
- 1991 : La Prière des juifs
- 1992 : Constance
- 1993 : J’irais plaider sur vos tombes
- 1994 : Le Désordre judiciaire
- 1994 : Voltaire : l’affaire Calas et nous
- 1996 : Un cimetière sous la Lune
- 1996 : Carpentras secrets d’État
- 1997 : Grandes erreurs judiciaires du passé
- 1997 : Vérités d’hier : erreurs d’aujourd’hui
- 1997 : Familles en danger de justice
- 1998 : Les Contes immoraux du rapport de la Cour des comptes
- 1999 : L'Art de s'exprimer en toutes circonstances et les mots grossiers à utiliser
- 1999 : Cent mille éclairs dans la nuit (avec Gilles van Grasdorff, préface de Harry Wu)
- 2000 : Peut-on rire de tout ?
- 2001 : Le Meilleur des Perles de la justice
- 2001 : La Loi de 1901 racontée aux Français
- 2002 : Affaires médicales, la vérité
- 2002 : L’Affaire Aussaresses et la torture
- 2002 : Assasaint : Jacques Fesch : l'histoire du bon larron moderne
- 2004 : Sœur Emmanuelle la chiffonnière du ciel
- 2004 : Les Bûchers du paradis
- 2004 : Vos gueules les mouettes
- 2005 : L'Étrange affaire Allègre
- 2006 : J’ai rencontré la nièce de Jack l’éventreur
- 2007 : Les États généraux de la justice
- 2008 : Aimer une ville (chanson de Gérard Berliner) DVD
- 2010 : Avocat de l'impossible. Entretiens avec Christian-Louis Eclimont, Hors Collection.
- 2015 :  L'Archipel. Dictionnaire de la langue de con.
- 2022 : Protestation